# Oceanida ovalis
Oceanida ovalis is een slakkensoort uit de familie van de Eulimidae. De wetenschappelijke naam van de soort is voor het eerst geldig gepubliceerd in 1884 door de Folin.